# Баттерсби, Томас
Томас Сидни Баттерсби (англ. Thomas Sydney Battersby; 18 ноября 1887, Манчестер — ?) — британский пловец, дважды призёр летних Олимпийских игр.
На Играх 1908 Баттерсби занял второе место в плавании на 1500 м вольным стилем и стал третьим в одной из групп в полуфинале на дистанции 400 м.
На следующей Олимпиаде 1912 в Стокгольме Баттерсби выиграл бронзовую медаль в эстафете 4×200 м вольным стилем, а также дошёл до полуфиналов в дисциплинах 400 и 1500 м вольным стилем.